# Albert Hauck
Pour les articles homonymes, voir Hauck.
Albert Heinrich Friedrich Stephan Ernst Louis Hauck, né le 9 décembre 1845 à Wassertrüdingen et mort le 7 avril 1918 à Leipzig, est un théologien bavarois et un historien de l'Église.

## Biographie
Albert Hauck naît le 9 décembre 1845 à Wassertrüdingen.
Il commence à étudier la théologie en 1864 à Erlangen, puis à partir de 1866 à Berlin, où il est l'élève de Leopold von Ranke, le père de l'historiographie allemande fondée sur les sources et les méthodes (Hauck déclara plus tard que von Ranke était le meilleur homme qu'il ait jamais connu). Il passe l'examen d'État en 1868 à Ansbach. En 1870, il devient vicaire à Munich, s'installe à Feldkirchen en 1871 et, en 1875, est nommé prêtre de la paroisse de Frankenheim. 
À partir de 1878, Hauck enseigne l'histoire de l'Église et l'archéologie chrétienne à l'Université d'Erlangen, et en 1889 est nommé professeur d'histoire de l'Église à l'Université de Leipzig. Sa publication la plus importante est Kirchengeschichte Deutschlands ("Histoire de l'Église en Allemagne", 1887-1920), une référence dans ce domaine. Il édite et publie également la troisième édition de la Schaff–Herzog Encyclopedia of Religious Knowledge.
Albert Hauck meurt le 7 avril 1918 à Leipzig.